# Francesco Dandolo
Francesco Dandolo, född cirka 1258, död 1339, var en venetiansk doge.
Francesco var doge 1329–1339. Han utvidgade Venedigs fastlandsbesittningar genom att erövra Bassano och Treviso från Mastino II della Scala av Verona.

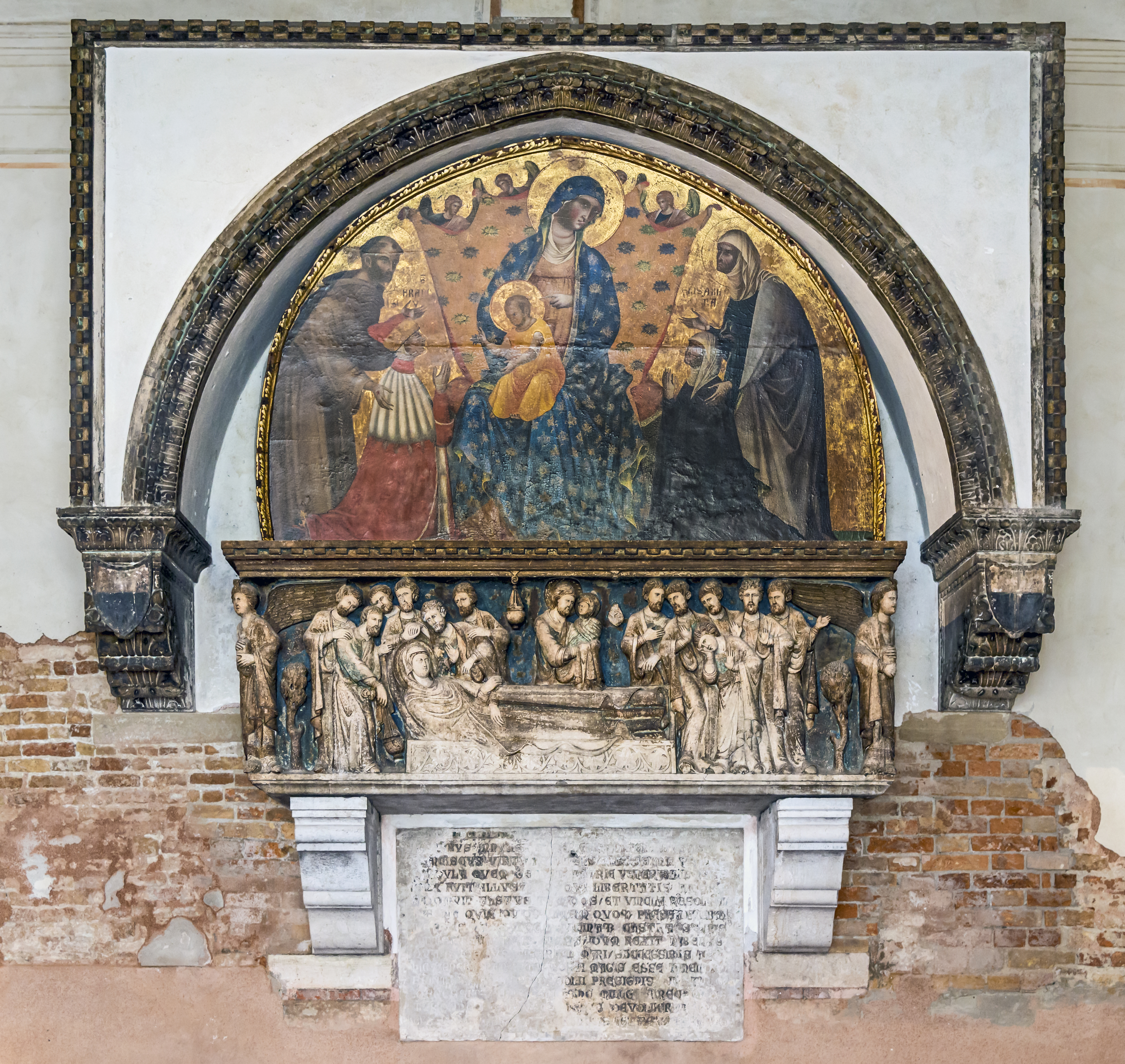
Monument till Doge Francesco Dandolo.